# 23296 Браянревіс
23296 Браянревіс (23296 Brianreavis) — астероїд головного поясу, відкритий 2 січня 2001 року.
Тіссеранів параметр щодо Юпітера — 3,591.